# Bandas de frequência (radioamador)
As bandas de frequência dos radioamadores são atribuídas pela UIT (União Internacional de Telecomunicações), e são divididas de formas diferentes de acordo com a região do globo.
A UIT distingue três regiões:
- Região 1: Europa e África
- Região 2: America
- Região 3: Ásia e Oceania

As faixas de frequências organizadas pela UIT são obrigatórias. Nenhuma pessoa física ou jurídica, tem o direito de utilizar as faixas sem autorização.

## Bandas mais utilizadas
Os limites dessas frequências mudam com o tempo e os regulamentos específicos de cada país, de modo que nos referimos a elas por seu comprimento de onda.
Na baixa frequência encontramos (apenas em alguns países) a banda de 2200 metros (135,7-137,8 kHz). E em onda média a banda de 160 metros. As faixas de frequências comumente usados por radioamadores são os seguintes abaixo:
| Bandas HF  | Banda dos 80 m | Banda dos 40m | Banda dos 30m | Banda dos 20m | Banda dos 17m | Banda dos 15m | Banda dos 12m | Banda dos 10m |
| Bandas VHF | Banda dos 6m   | Banda dos 2m  |               |               |               |               |               |               |
| Bandas UHF | Banda de 70cm  | Banda de 23cm |               |               |               |               |               |               |

Alguns países também permitem outras bandas:
- A banda 60 metros (5258-5403 kHz) é autorizada no Reino Unido, Estados Unidos, Dinamarca, Irlanda, Islândia, Noruega, Finlândia.
- Banda VHF de 1,25 metros (220-225 MHz) é autorizada nos Estados Unidos, Chile, México, Canadá, Jamaica, Somália, Holanda e alguns países insulares do Caribe.

Há outras bandas por UHF (1, 2, 2,5, 4 e 6 mm, 1,2, 3, 5, 9, 13 e 33 centímetros), mas raramente são utilizados por radioamadores.